# Tenney (Minnesota)
Tenney ist eine ehemalige Stadt und jetzige Unincorporated Community im Wilkin County im US-Bundesstaat Minnesota. Sie liegt innerhalb der Campbell Township im Westen von Minnesota, unweit der Grenze zu North Dakota. Tenney hatte bei der Volkszählung im Jahr 2010 fünf Einwohner und war zu diesem Zeitpunkt die kleinste Stadt Minnesotas. Im Jahr 2011 wurde die Stadt aufgelöst.

## Geografie

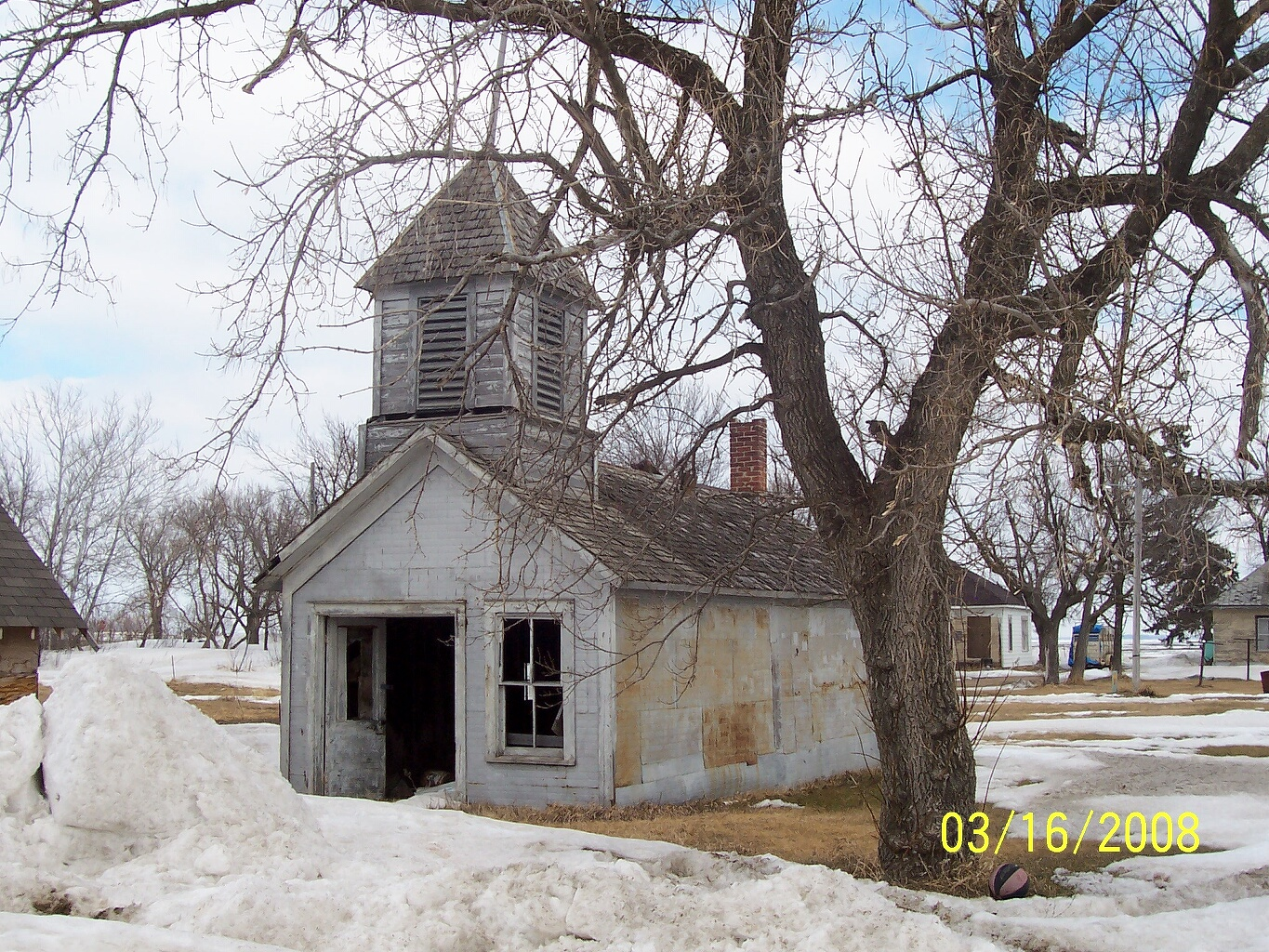
Tenney Fire Hall

Tenney liegt auf der Grundmoränenebene auf dem Grund des historischen Agassizsees, einem ehemaligen glazialen See gegen Ende der letzten Eiszeit.
Die Stadt ist an der Minnesota State Route 55 zentral im Westen von Minnesota gelegen. Rund drei Kilometer westlich kreuzt diese den U.S. Highway 75. Rund zehn Kilometer westlich der Stadt liegt Fairmount, North Dakota und 100 Kilometer nördlich Moorhead. Die Soo Line Railroad betreibt die Bahnlinie und den Güterbahnhof im Süden der Stadt. In den Silos wird das aus der Umgebung angelieferte Getreide gelagert und mit der Eisenbahn abtransportiert.

## Geschichte
Tenney wurde nach dem ehemaligen Besitzer des heutigen Stadtgebietes und Holzfäller John P. Tenney benannt, der 1885 Land für die Eisenbahn, welche durch die Region gebaut wurde, zur Verfügung stellte. Am 30. November 1901 wurden Tenney die Stadtrechte verliehen. Seit 1914 ist die Stadt an das Stromnetz angeschlossen. Nachdem in den 1920er Jahren über 100 Einwohner dort wohnten, reduzierte sich in der Folgezeit die Bevölkerungszahl kontinuierlich. Damit einher ging auch ein zunehmender Verfall der städtischen Infrastruktur. Nach 2000 wurde mit zwei Bewohnern die niedrigste Einwohnerzahl gemessen, die später aber wieder auf sechs stieg. Im Jahr 2011 beschloss die Mehrheit der Einwohner, den Status als selbstständige Gemeinde aufzugeben und sich der Verwaltung der Campbell Township zu unterstellen.

## Demografische Daten
Nach der Volkszählung im Jahr 2010 lebten in Tenney fünf Menschen in zwei Haushalten. Die Bevölkerungsdichte betrug 95,9 Einwohner pro Quadratkilometer. In den zwei Haushalten lebten statistisch je 2,5 Personen.
Alle Bewohner waren Weiße. Drei Bewohner waren zwischen 18 und 64 und zwei 65 Jahre oder älter. Zwei Bewohner waren Frauen.